# Naggen
Naggen är en ort i Torps socken, Ånge kommun, Medelpad, nära hälsingegränsen och sjön Stornaggen. Före 2010 klassades Naggen som en småort.
Byn grundades av svedjefinnar.